# Antoine Rouchès
Antoine Rouchès, né à Paris 13e le 21 mai 1893 et mort à Montreuil le 23 février 1974, est un footballeur international français.

## Biographie
Son poste de prédilection est attaquant. Il ne compte qu'une sélection en équipe de France de football, Belgique-France au Parc Duden à Bruxelles en 1921.

## Clubs successifs
- Olympique de Paris

## Carrière
Dans le conflit larvé qui opposait la province à Paris, les sélectionneurs choisirent une très forte option parisienne pour composer l'équipe de France appelée à se rendre à Bruxelles. Raymond Dubly de Roubaix, représenta l'exception qui confirmait la règle. Antoine, finaliste de la Coupe de France en 1921, fut titularisé et son comportement apprécié. Il rata toutefois le match suivant qui vit les tricolores triompher pour la première fois de la sélection anglaise.

## Palmarès
- Finaliste de la Coupe de France de football 1920-1921